# Церковь Всех Святых (Стена, Лондон)
Церковь Всех Святых у Стены (англ. All Hallows-on-the-Wall) — англиканская приходская церковь в районе Сити города Лондона (Великобритания); современное здание было построено по проекту архитектора Джорджа Дэнса-младшего в 1767 году.

## История и описание
Церковь Всех Святых у Лондонской стены стоит на месте более ранней церкви, построенной приблизительно в начале XII века на бастионе древнеримской стены, окружавшей город. Храм прославился своими отшельниками, которые жили в кельях при церкви; он избежал разрушения во время Великого лондонского пожара в 1666 году — из-за своего положения под стеной — но впоследствии пришёл в запустение.
Архитектор Джордж Дэнс-младший создал проект восстановления церкви Всех Святых в 1767 году, когда ему было всего 24 года. Дэнс, недавно вернувшийся из Италии, использовал идеи классической древнеримской архитектуры для простого по форме кирпичного здания. Во время Второй мировой войны, в ходе «Блитца» 1940 года, храм был поврежден; он был восстановлен в начале 1960-х годов.
На протяжении более 600 лет ливрейная компания «Worshipful Company of Carpenters» ежегодно проводит в церкви свои выборы. До 1994 года в здании также располагался Совет по опеке над церквями. По состоянию на 2017 год, церковь являлась штаб-квартирой городской молодежной благотворительной организации XLP. Церковь продолжает и свои музыкальные традиции, еженедельно устраивая музыкальные мероприятия. 4 января 1950 года церковное здание было внесена в список памятников архитектуры первой степени под номером 1064632 (Grade I).